# Пастухов, Иван Дмитриевич
Иван Дми́триевич Пастухо́в (24 ноября 1887, Ижевский завод, Вятская губерния — 17 августа 1918, Ижевск, Вятская губерния) — рабочий Ижевского оружейного завода, революционер-большевик, депутат Учредительного собрания, борец за установление Советской власти на Урале, один из её руководителей.

## Биография
Родился 24 ноября 1887 года в семье потомственного рабочего Ижевского оружейного завода, был третьим ребёнком в семье. Семья Пастуховых по укладу жизни была типичной семьёй заводского рабочего. Почти все члены семьи участвовали в революционном движении Ижевска. Несмотря на то, что семья жила небогато, все 10 детей получили начальное образование.
В 1900 году после окончания 2-х-классного училища стал учеником токаря инструментальной мастерской Ижевского оружейного завода. Через старшего брата Александра познакомился со взглядами социал-демократов. В ноябре 1905 года он был избран в Совет рабочих уполномоченных, созданный для защиты интересов рабочих перед администрацией завода. В этом же году Иван Дмитриевич вступил в Ижевскую организацию РСДРП. В 1910 году был арестован, при освобождении лишён права работать на казённых заводах и железных дорогах и в связи с этим вынужден был вынужден уехать из Ижевска. Жил в Надеждинске, Владивостоке, с 1913 года — в Петербурге. Переходит с одного завода на другой, участвует в сборе денежных средств на партийную печать, пишет корреспонденции в большевистскую газету «Правда». 11 июля 1914 года вновь был арестован, заключён в камеру-одиночку петербургской тюрьмы «Кресты». После трёхмесячного заключения выслан этапным порядком в село Колмогорово Енисейской губернии.
После Февральской революции 1917 года вернулся в Ижевск, в марте был избран председателем Ижевского комитета РСДРП. Стал одним из руководителей ижевских большевиков. Организовал в мастерских завода работу по пропаганде Апрельских тезисов, за усиление влияния большевиков в Совете рабочих депутатов. 26 июня 1917 года под руководством Пастухова большевики Ижевска выделились в самостоятельную партийную организацию.

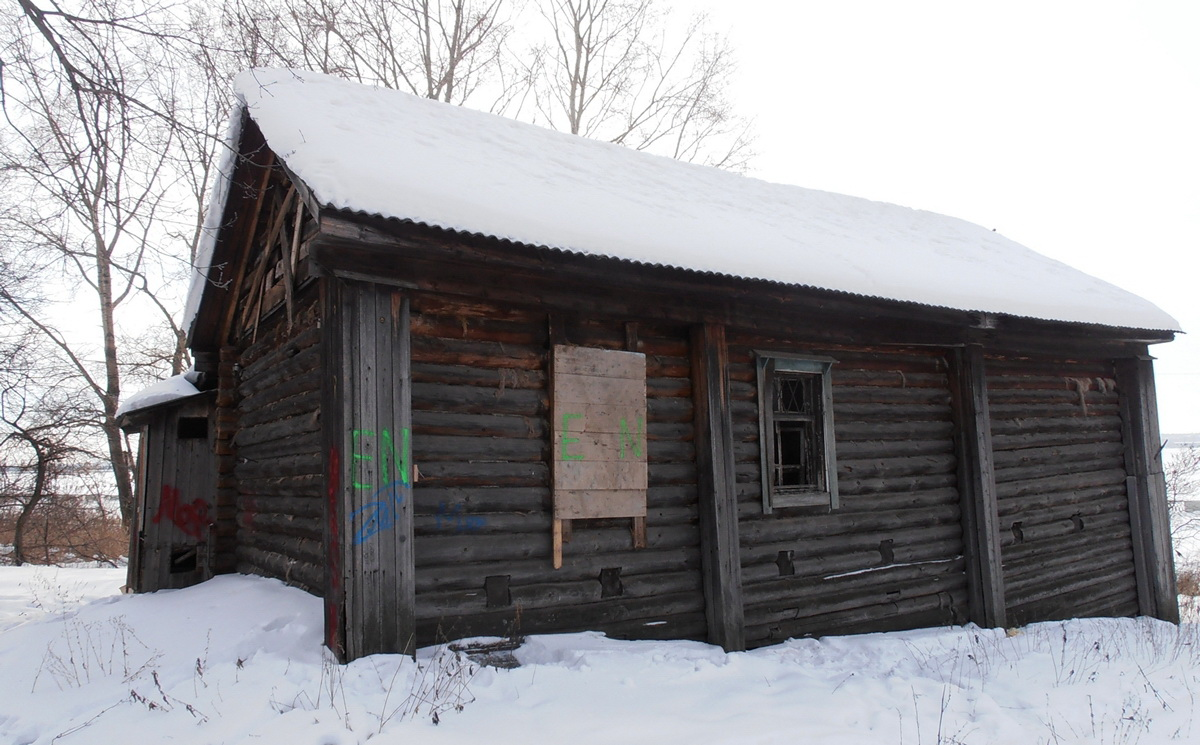
Дом И. Д. Пастухова, вид сбоку

Под его руководством произошла большевизация Ижевского Совета. 30 августа 1917 года общее собрание Ижевского Совета переизбрало исполком. От большевиков в его состав кроме Пастухова избрали В. Шумайлова, А. Николаева и других, председателем стал Владимир Шумайлов. На сторону Совета стали солдаты местного гарнизона. В 20-х числах сентября 1917 года власть в Ижевске перешла в руки Совета. В начале ноября 1917 года на заседании исполкома Ижевского Совета председателем избран И. Д. Пастухов. Руководя Советом, вёл работу по расширению выпуска оружия, формированию милиции, выделению средств на обучение грамоте детей бедных семей, открываются вечерние курсы для взрослых неграмотных мусульман.
Пастухов был избран делегатом на II Всероссийский Съезд Советов, участвовал в его работе, был избран в состав ВЦИК. В ноябре 1917 года Пастухов избирается депутатом Учредительного Собрания по списку большевиков, в заседании которого 5 января 1918 года принял участие.
Вернувшись из Петрограда Пастухов, как председатель Ижевского исполкома, занимался организацией работы завода в сложных социально-экономических условиях. Весной — летом 1918 года в Ижевске сложился продовольственный кризис, массовая безработица, ситуация осложнялась деятельностью заговорщиков. Ижевскому Совету не удалось предотвратить антибольшевистское восстание, вспыхнувшее в августе 1918 года. Из-за нехватки сил в результате нескольких мобилизаций рабочих в Красную армию большевики не смогли долго обороняться.
В ходе восстания погибли организаторы советской власти: С. И. Холмогоров, П. Н. Лихвинцев, В. С. Жечев и другие. Пастухову же удалось вывезти из города и спрятать часть заводской казны. Сам он через несколько дней при попытке возвращения в захваченный восставшими Ижевск был схвачен и после длительных истязаний жестоко казнён мятежниками 18 (?) августа 1918 года. Был полуживым захоронен на Нагорном кладбище Ижевска. В 1928 году останки были перезахоронены на Братском кладбище, а в 1967 году могила была перенесена к обелиску борцам за советскую власть.

## Память

Памятник И. Д. Пастухову в Ижевске

Памятная табличка на доме № 154 по ул. Пушкинской в Ижевске (угол улиц Пушкинской и Пастухова)

- 1 мая 1933 года состоялось торжественное открытие памятника И. Д. Пастухову (скульптор И. С. Ефимов) на главной площади Ижевска (угол ул. Советской и Горького). Но в 1968 этот памятник перенесён с бывшей центральной площади на перекрёсток улиц Коммунаров и Красногеройской[2].
- В 1968 году останки И. Д. Пастухова были перенесены на Красную площадь в братскую могилу героев Гражданской войны.
- Именем И. Д. Пастухова названа одна из улиц Ижевска.